# Hotel International Dateline
El Hotel International Dateline (en inglés: International Dateline Hotel) es el hotel más grande del pequeño país de Oceanía de Tonga. Se encuentra ubicado en la capital la localidad de Nukualofa. Fue establecido en 1966 con 24 habitaciones inicialmente. 
El hotel dispone de 126 habitaciones: una suite real, 6 suites ejecutivas, 4 suites junior, 43 habitaciones de lujo, 28 habitaciones superiores, 44 habitaciones estándar y 10 habitaciones familiares.